# 阡能
阡能（？—882年），唐朝末年四川农民起义军首领，或作千能。安仁（今四川大邑东南）人。原为邛州（今四川邛崃）衙吏，因公事误期，逃亡。唐僖宗中和二年（882年）三月聚众起义，众达万余人，活动于邛州、雅州（今四川雅安）二州间，连克城邑。唐西川节度使陈敬瑄遣将杨行迁等前往镇压，屡为所败。罗浑擎、句胡僧先后率众数千人响应，大败杨行迁部于乾溪（今四川大邑东）。七月，蜀人韩求亦率数千人应阡能。陈敬瑄改遣押牙高仁厚领兵镇压。罗浑擎等起义军各自建寨抗击，与他所建之寨连成一线，各距四、五十里，以抵御官军。高仁厚一面大军压境，一面派出叛徒分化瓦解，动摇起义军军心。于是起义军被各个击破，他亦被俘牺牲。